# Ceolredo de Mercia

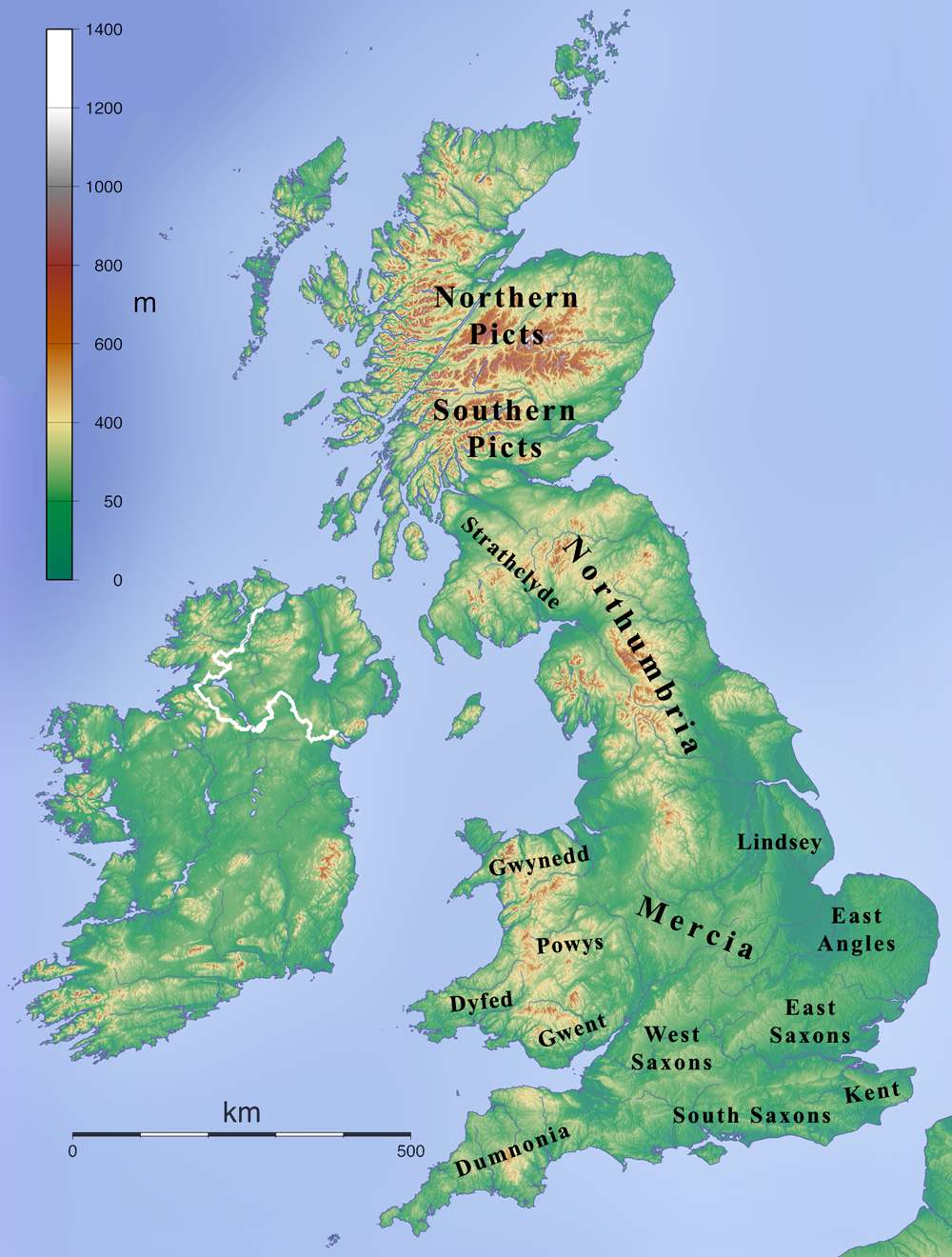
Reinos de Britania a finales del.

Ceolredo (en inglés, Ceolred) fue el rey de Mercia, reino situado en lo que hoy constituyen las actuales Midlands inglesas, entre 709 y 716.

## Situación del reino de Mercia a finales del siglo VII
A finales del siglo VII, Inglaterra se encontraba dividida en reinos gobernados por los anglosajones, pueblo que había emigrado a Britania unos doscientos años antes. El reino de Mercia ocupaba lo que hoy constituyen las actuales Midlands inglesas, y colindaba con Northumbria al norte, Anglia Oriental al este, y Wessex, el reino de los sajones occidentales, al oeste. El reino de Essex, el de los sajones orientales, incluía la ciudad de Londres y se encontraba entre Anglia Oriental y el reino de Kent.
La principal fuente de la que procede la información sobre este periodo es el monje Beda, autor de Historia ecclesiastica gentis Anglorum, obra que completó alrededor del año 731. A pesar de que se enfoca en la historia de la Iglesia, la obra ofrece valiosa información sobre los reinos anglosajones tempranos. Beda contaba con informantes que le aportaban los detalles de la historia eclesiástica en Wessex y Kent, pero parece que no tuvo ese tipo de contacto en Mercia. Por otro lado, también han pervivido hasta nuestros días algunas cartas de Ceolredo, en las que se registraban los otorgamientos de tierra a individuos y a órdenes religiosas, así como la Crónica anglosajona, compliada en Wessex a finales del siglo XIX, pero que incorpora material más antiguo.

## Linaje y reinado

Árbol genealógico de Ceolredo.

El padre de Ceolredo, Etelredo, llegó al trono de Mercia en 675, tras la muerte de su hermano Wulfhere. Aethelred abdicó en 704 y marchó a Roma, dejando el reino a su sobrino Coenredo, hijo de Wulfhere.
El escaso prestigio que alcanzaron tanto Ceolredo como su predecesor, Coenredo, puede que hubiesen servido para que apareciese cierto descontento contra la nobleza de Mercia. Ethelbaldo se encontraba en el exilio en la época del reinado de Ceolredo, y la existencia de una facción hostil de Ceolredo podría indicar una insatisfacción más general contra la línea gobernante.
En 709 Coenredo abdicó en favor de Ceolredo. Coenredo acudió a Roma y se convirtió en monje, siendo ordenado por el papa Constantino. En general los historiadores han aceptado la versión de Beda sobre la abdicación de Coenredo, pero Barbara Yorke también ha sugerido la posibilidad de que no renunciase al trono de forma voluntaria. Existen casos de reyes que fueron desposeídos del trono a la fuerza y luego obligados a entrar a formar parte de órdenes religiosas, debido a que la condición de monje les volvía incapaces para ser reyes. Ese fue el caso, por ejemplo, de Osred II de Northumbria, que fue obligado a entrar en un monasterio.
Ceolredo era hiho de Etelredo, pero su madre no era Osthryth, la única esposa registrada que tuvo Aethelred. y puede que todavía fuese joven en el momento de su acceso al trono. Gran parte de lo que aparece registrado sobre Ceolredo es negativo, acusándole de cometer crímenes y de inmoralidad, aunque esto podía reflejar simplemente el haber dado un trato pobre al estamento eclesiástico. En 715 se conoce la existencia de una batalla de Mercia, comandada por Ceolredo, contra los Sajones Occidentales, dirigidos por Ine de Wessex, en un lugar llamado "Woden's Barrow", pero se desconoce el resultado final de esta batalla, que fue el resultado de una invasión dirigida por Ceolredo contra el territorio de Wessex.
Ceolredo estuvo casado con Santa Werburga.

## Cartas de otorgamiento
Ceolredo confirmó un otorgamiento a Waldhere, obispo de Londres, lo cual es una evidencia de que Londres se encontraba firmemente controlada por Mercia durante su reinado. Posteriores reyes de Mercia trataron a Londres como una posesión directa, y no tanto como una provincia gobernada por un rey vasallo, pero Ceolredo no llegó tan lejos. Han sobrevivido tres cartas posiblemente genuinas de Ceolredo.

## Muerte y sucesión
Ceolredo murió en 716. San Bonifacio describió posteriormente su muerte como el resultado de un frenesí de locura que tuvo lugar durante un banquete, "hablando con los demonios y maldiciendo a los sacerdotes de Dios". Le sucedió en el trono Ethelbaldo de Mercia, un miembro de otra rama de la familia real de Mercia que había sido obligado a exiliarse durante el gobierno de Ceolredo. Ceolredo fue enterrado en Lichfield.